# Équipe du Cameroun de football à la Coupe d'Afrique des nations 2021
L’équipe du Cameroun de football participe à la Coupe d'Afrique des nations 2021 qu'elle organise du 9 janvier au 6 février 2022. Il s'agit de la 20e participation des Lions indomptables, emmenés par Toni Conceição. Ils terminent troisièmes de la compétition en battant le Burkina Faso aux tirs au but dans la petite finale.

## Qualifications
Le Cameroun est qualifié en tant que pays hôte. Il participe toutefois aux matchs de qualification du groupe F.
| Rang | Équipe     | Pts | J | G | N | P | Bp | Bc | Diff |  | Résultats (▼ dom., ► ext.) |     |     |     |     |
| ---- | ---------- | --- | - | - | - | - | -- | -- | ---- |  | -------------------------- | --- | --- | --- | --- |
| 1    | Cameroun   | 11  | 6 | 3 | 2 | 1 | 8  | 4  | +4   |  | Cameroun                   |     | 0-0 | 0-0 | 4-1 |
| 2    | Cap-Vert   | 10  | 6 | 2 | 4 | 0 | 6  | 3  | +3   |  | Cap-Vert                   | 3-1 |     | 0-0 | 2-2 |
| 3    | Rwanda     | 6   | 6 | 1 | 3 | 2 | 1  | 3  | -2   |  | Rwanda                     | 0-1 | 0-0 |     | 1-0 |
| 4    | Mozambique | 4   | 6 | 1 | 1 | 4 | 5  | 10 | -5   |  | Mozambique                 | 0-2 | 0-1 | 2-0 |     |

| 1re journée                  | Cameroun | 0 - 0   | Cap-Vert |                               |                               |
| 13 novembre 2019 17h00 UTC+1 |          | (0 - 0) |          | Stade Ahmadou-Ahidjo, Yaoundé | Stade Ahmadou-Ahidjo, Yaoundé |

| 2e journée                   | Rwanda | 0 - 1   | Cameroun     |                                   |                                   |
| 17 novembre 2019 18h00 UTC+2 |        | (0 - 0) | 71e Ngamaleu | Stade Régional Nyamirambo, Kigali | Stade Régional Nyamirambo, Kigali |

| 3e journée             | Cameroun                                    | 4 - 1   | Mozambique    |                                   |                                   |
| 12 novembre 2020 17h00 | Aboubakar 38e 47e · Anguissa 56e · Njie 80e | (1 - 0) | 74e Kamo Kamo | Stade de la Réunification, Douala | Stade de la Réunification, Douala |

| 4e journée             | Mozambique | 0 - 2   | Cameroun                    |  |  |
| 16 novembre 2020 17h00 |            | (0 - 1) | 26e Aboubakar · 73e Tabekou |  |  |

| 5e journée   | Cap-Vert                              | 3 - 1   | Cameroun         |                                                                    |                                                                    |
| 22 mars 2021 | Kuca 25e Bagnack 59e (csc) Mendes 69e | (1 - 1) | Kunde Malong 14e | Estádio Nacional de Cabo Verde, Praia Arbitrage : Lahlou Benbraham | Estádio Nacional de Cabo Verde, Praia Arbitrage : Lahlou Benbraham |

| 6e journée   | Cameroun | 0 - 0   | Rwanda |                                                              |                                                              |
| 29 mars 2021 |          | (0 - 0) |        | Stade Ahmadou-Ahidjo, Yaoundé Arbitrage : Mohamed Ali Moussa | Stade Ahmadou-Ahidjo, Yaoundé Arbitrage : Mohamed Ali Moussa |

### Statistiques

#### Buteurs
| Buts | Joueurs                                                                         |
| ---- | ------------------------------------------------------------------------------- |
| 3    | Vincent Aboubakar                                                               |
| 1    | Moumi Ngamaleu, André Zambo Anguissa, Clinton Njié, Serge Tabekou, Pierre Kunde |

## Compétition

### Tirage au sort
Le tirage au sort de la CAN 2021 est effectué le 17 août 2021 à Yaoundé. Le Cameroun, 54e nation au classement FIFA, est placé dans le chapeau 1 en tant que pays-hôte. Le tirage place les Lions indomptables dans le groupe A, avec le Burkina Faso (chapeau 2, 62e au classement Fifa), le Cap-Vert (chapeau 3, 77e) et l'Éthiopie (chapeau 4, 137e).

### Effectif
Le sélectionneur Toni Conceição annonce la liste des 28 Camerounais retenus le 22 décembre.

### Premier tour
Le Cameroun remporte le match d'ouverture face au Burkina Faso grâce à deux pénaltys de Vincent Aboubakar (2-1).
Lors du deuxième match, l'Éthiopie ouvre le score dès la quatrième minute, par Dawa Hotessa. Karl Toko-Ekambi égalise quatre minutes plus tard. Les Lions indomptables prennent le large en seconde mi-temps en inscrivant trois autres buts (4-1) et se qualifient ainsi pour les huitièmes de finale.
Le Cap-Vert parvient à accrocher le pays hôte en cours de la dernière journée (1-1). Ce résultat suffit au Cameroun pour conserver la première place du groupe.
| Rang | Équipe       | Pts | J | G | N | P | Bp | Bc | Diff |  | Résultats (▼ dom., ► ext.) |  |     |     |     |
| ---- | ------------ | --- | - | - | - | - | -- | -- | ---- |  | -------------------------- |  | --- | --- | --- |
| 1    | Cameroun     | 7   | 3 | 2 | 1 | 0 | 7  | 3  | +4   |  | Cameroun                   |  | 2-1 | 1-1 | 4-1 |
| 2    | Burkina Faso | 4   | 3 | 1 | 1 | 1 | 3  | 3  | 0    |  | Burkina Faso               |  |     | 1-0 | 1-1 |
| 3    | Cap-Vert     | 4   | 3 | 1 | 1 | 1 | 2  | 2  | 0    |  | Cap-Vert                   |  |     |     | 1-0 |
| 4    | Éthiopie     | 1   | 3 | 0 | 1 | 2 | 2  | 6  | -4   |  | Éthiopie                   |  |     |     |     |

     Équipe qualifiée ou victorieuse; Pts = points; J = joués; G = gagnés; N = nuls; P = perdus;
Bp = buts pour; Bc = buts contre; Diff = différence de buts
| 9 janvier 2022 | Cameroun                          | 2 - 1   | Burkina Faso       | Stade de football d'Olembe, Yaoundé |                              |
| 17h00 WAT      | Aboubakar 40e (pen.) 45+3e (pen.) | (2-1)   | 24e Sangaré        | Arbitrage : Mustapha Ghorbal        | Arbitrage : Mustapha Ghorbal |
| 17h00 WAT      | Onguéné 42e                       | Rapport | 1e Yago · 32e Malo | Arbitrage : Mustapha Ghorbal        | Arbitrage : Mustapha Ghorbal |

| Match 13                  | Cameroun                                    | 4 - 1   | Éthiopie      | Stade de football d'Olembe, Yaoundé                                  |                                                                      |
| 13 janvier 2022 17h00 WAT | Toko-Ekambi 8e 67e · Aboubakar 53e 55e      | (1 - 1) | 4e Hotessa    | Arbitrage : Jean Jacques Ndala Ngambo Arbitre vidéo : Haythem Guirat | Arbitrage : Jean Jacques Ndala Ngambo Arbitre vidéo : Haythem Guirat |
| 13 janvier 2022 17h00 WAT | Hongla 7e · Choupo-Moting 7e · A. Onana 88e | Rapport | 15e Dagnachew | Arbitrage : Jean Jacques Ndala Ngambo Arbitre vidéo : Haythem Guirat | Arbitrage : Jean Jacques Ndala Ngambo Arbitre vidéo : Haythem Guirat |

| Match 25                  | Cap-Vert      | 1 - 1   | Cameroun                 | Stade de football d'Olembe, Yaoundé                    |                                                        |
| 17 janvier 2022 17h00 WAT | Rodrigues 53e | (0 - 1) | 39e Aboubakar            | Arbitrage : Sadok Selmi Arbitre vidéo : Haythem Guirat | Arbitrage : Sadok Selmi Arbitre vidéo : Haythem Guirat |
| 17 janvier 2022 17h00 WAT | DIney 65e     | Rapport | 45+1e Fai · 81e Anguissa | Arbitrage : Sadok Selmi Arbitre vidéo : Haythem Guirat | Arbitrage : Sadok Selmi Arbitre vidéo : Haythem Guirat |

### Phase à élimination directe

#### Huitièmes de finale
Le Cameroun affronte en huitième de finale les Comores, qui ont terminé troisièmes du groupe C.
Déjà privés de Faiz Selemani, suspendu, les Comoriens comptent douze cas positifs au Covid-19 dans leur sélection avant le match, dont tous les gardiens disponibles. Le jour même, Ali Ahamada est testé négatif, mais un changement du protocole le jour même par la Confédération africaine de football le rend inéligible pour le match, provoquant l'ire des observateurs ; c'est alors le défenseur Chaker Alhadhur qui prend place dans les buts. Malgré toutes ces péripéties et une exclusion d'entrée de jeu du capitaine Nadjim Abdou, les Camerounais s'imposent sur la plus petite des marges, par 2 buts à 1,.
| Match 40                  | Cameroun                        | 2 - 1   | Comores                               | Stade de football d'Olembe, Yaoundé                                |                                                                    |
| 24 janvier 2022 20h00 WAT | Toko-Ekambi 29e · Aboubakar 70e | (1 - 0) | 81e Y. M'Changama                     | Arbitrage : Bamlak Tessema Weyesa Arbitre vidéo : Maguette N'Diaye | Arbitrage : Bamlak Tessema Weyesa Arbitre vidéo : Maguette N'Diaye |
| 24 janvier 2022 20h00 WAT | Anguissa 33e · Hongla 80e       | Rapport | 7e Abdou · 82e Bachirou · 87e Mattoir | Arbitrage : Bamlak Tessema Weyesa Arbitre vidéo : Maguette N'Diaye | Arbitrage : Bamlak Tessema Weyesa Arbitre vidéo : Maguette N'Diaye |

#### Quarts de finale
En quart de finale, le Cameroun écarte la Gambie, grâce à un doublé de Karl Toko-Ekambi en début de seconde mi-temps.
| Match 45                  | Gambie                           | 0 - 2   | Cameroun            | Stade de Japoma, Douala                                              |                                                                      |
| 29 janvier 2022 17h00 WAT |                                  | (0 - 0) | 50e 57e Toko-Ekambi | Arbitrage : Pacifique Ndabihawenimana Arbitre vidéo : Haythem Guirat | Arbitrage : Pacifique Ndabihawenimana Arbitre vidéo : Haythem Guirat |
| 29 janvier 2022 17h00 WAT | Sonko 21e · Jagne 33e · Gaye 40e | Rapport | 48e Ngadeu          | Arbitrage : Pacifique Ndabihawenimana Arbitre vidéo : Haythem Guirat | Arbitrage : Pacifique Ndabihawenimana Arbitre vidéo : Haythem Guirat |

#### Demi-finale
En demi-finale, les Lions indomptables affrontent l'Égypte, qui a éliminé aux tours précédents la Côte d'Ivoire (aux tirs au but) puis le Maroc (2-1 après prolongations). Après une rencontre serrée mais peu spectaculaire, le match se joue aux tirs au but. Les tentatives des Camerounais sont désastreuses : si Vincent Aboubakar réussit la sienne, Harold Moukoudi et James Léa-Siliki voient leurs tirs arrêtés par Gabaski puis Clinton Njie frappe hors du cadre. Du côté égyptien, Zizo, Abdelmonem et Lasheen marquent leurs trois tentatives.
| Match 50                 | Cameroun | 0 - 0                 | Égypte | Stade de football d'Olembe, Yaoundé                       |                                                           |
| 3 février 2022 20h00 WAT | | (0 - 0, 0 - 0, 0 - 0) | | Arbitrage : Bakary Gassama Arbitre vidéo : Haythem Guirat | Arbitrage : Bakary Gassama Arbitre vidéo : Haythem Guirat |
| 3 février 2022 20h00 WAT | Gouet 61e | Rapport               | 37e Kamal · 61e Elneny · | Arbitrage : Bakary Gassama Arbitre vidéo : Haythem Guirat | Arbitrage : Bakary Gassama Arbitre vidéo : Haythem Guirat |
| 3 février 2022 20h00 WAT | Aboubakar · Moukoudi · Léa-Siliki · Njie | Tirs au but 1 - 3     | Zizo · Abdelmonem · Lasheen · | Arbitrage : Bakary Gassama Arbitre vidéo : Haythem Guirat | Arbitrage : Bakary Gassama Arbitre vidéo : Haythem Guirat |
| 3 février 2022 20h00 WAT | A. Onana - Tolo, Ngadeu, Castelletto (Moukoudi 90e) - Hongla (J. Onana 108e), Gouet (Léa Siliki 80e), Zambo Anguissa, Fai - Toko-Ekambi (Bassogog 90e), Aboubakar , Ngamaleu (Njie 86e) | Équipes               | Gabaski - El Fetouh, Mah. Hamdy, Abdelmonem, Kamal (Ashour 85e) - El Sulaya (Trézéguet 46e), Fathi, Elneny (Lasheen, 86e) - Marmoush (Sobhi 63e), Mohamed (Sherif 106e, Zizo 118e), Salah | Arbitrage : Bakary Gassama Arbitre vidéo : Haythem Guirat | Arbitrage : Bakary Gassama Arbitre vidéo : Haythem Guirat |

#### Petite finale
| Match 51                 | Burkina Faso | 3 - 3           | Cameroun | Stade Ahmadou-Ahidjo, Yaoundé                             |                                                           |
| 5 février 2022 20h00 WAT | Yago 24e · A. Onana 43e (csc) · Dj. Ouattara 49e | (2 - 0)         | 71e Bahoken · 85e 87e Aboubakar | Arbitrage : Redouane Jiyed Arbitre vidéo : Haythem Guirat | Arbitrage : Redouane Jiyed Arbitre vidéo : Haythem Guirat |
| 5 février 2022 20h00 WAT | A. Tapsoba 52e · I. Ouédraogo 68e · E. Tapsoba 73e | Rapport         | 48e Bahoken · 68e Toko-Ekambi · | Arbitrage : Redouane Jiyed Arbitre vidéo : Haythem Guirat | Arbitrage : Redouane Jiyed Arbitre vidéo : Haythem Guirat |
| 5 février 2022 20h00 WAT | Kaboré · S. Ouattara · Touré · Yago | Tirs au but 3-5 | Aboubakar · Ngamaleu · Toko-Ekambi · Kunde · Oyongo ·                                                                                                | Arbitrage : Redouane Jiyed Arbitre vidéo : Haythem Guirat | Arbitrage : Redouane Jiyed Arbitre vidéo : Haythem Guirat |
| 5 février 2022 20h00 WAT | F. Ouédraogo (Sawadogo 90e) - Yago, E. Tapsoba, S. Ouattara, Kaboré - I. Ouédraogo, Touré - A. Tapsoba (E. Traoré 87e), Sangaré, B. Traoré (Bandé 87e) - Dj. Ouattara (Konaté 90e) | Équipes         | A. Onana - Oyongo , Moukoudi, Onguéné, Mbaizo - Gouet (Aboubakar 46e), J. Onana - Ganago (Ngamaleu 46e), Kunde, Bassogog (Toko-Ekambi 54e) - Bahoken | Arbitrage : Redouane Jiyed Arbitre vidéo : Haythem Guirat | Arbitrage : Redouane Jiyed Arbitre vidéo : Haythem Guirat |

### Statistiques

#### Buteurs
Vincent Aboubakar est le meilleur buteur de la compétition, avec 8 buts. Il devance Karl Toko-Ekambi dans ce classement (5 buts).
| Buts | Joueurs           | Adversaires                                              |
| ---- | ----------------- | -------------------------------------------------------- |
| 8    | Vincent Aboubakar | Burkina Faso (2+2) Éthiopie (2) Cap-Vert (1) Comores (1) |
| 5    | Karl Toko-Ekambi  | Éthiopie (2) Comores (1) Gambie (2)                      |
| 1    | Stéphane Bahoken  | Burkina Faso (1)                                         |

### Récompenses individuelles
Vincent Aboubakar remporte le trophée du meilleur buteur. Il est le seul représentant camerounais dans l'équipe-type de la compétition. André Onana, Collins Fai, André Zambo Anguissa et Karl Toko-Ekambi sont désignés comme remplaçants de cette sélection de la CAF.